# Godega di Sant'Urbano
Godega di Sant'Urbano är en ort och kommun i provinsen Treviso i regionen Veneto i Italien. Kommunen hade 6 046 invånare (2018).